# Malé Chyndice
Malé Chyndice este o comună slovacă, aflată în districtul Nitra din regiunea Nitra, pe malul râului Drevenica⁠(d). Localitatea se află la altitudinea de 188 m deasupra n.m., se întinde pe o suprafață de 7,89 km2 și în 2017 număra 381 de locuitori.

## Istoric
Localitatea Malé Chyndice este atestată documentar din 1264.

## Demografie
| An:                | 1994 | 2004   | 2014   | 2024   |
| ------------------ | ---- | ------ | ------ | ------ |
| Număr de persoane: | 401  | 392    | 391    | 389    |
| Diferență:         |      | −2,24% | −0,25% | −0,51% |

| An:                | 2023 | 2024   |
| ------------------ | ---- | ------ |
| Număr de persoane: | 378  | 389    |
| Diferență:         |      | +2,91% |